# Jagoš Vuković
Jagoš Vuković, cyr. Јагош Вуковић (ur. 10 czerwca 1988 we Vrbasie) – serbski piłkarz występujący na pozycji obrońcy. Zawodnik Olympiakos SFPu.